# Košická detská historická železnica
| Dampflokomotive Krutwig |                     |                         |                         |
| Streckenverlauf |                     |                         |                         |
| Kursbuchstrecke (ZSSK): | 930                 |                         |                         |
| Streckenlänge: | 4,2 km              |                         |                         |
| Spurweite: | 1000 mm (Meterspur) |                         |                         |
| Maximale Neigung: | 24 ‰                |                         |                         |
| Streckengeschwindigkeit: | 20 km/h             |                         |                         |
| |                     |                         |                         |
| \| \| 0,000 \| Čermeľ (Čermeľ-Baránok) \| Čermeľ (Čermeľ-Baránok) \| \| \| 2,060 \| Vpred (Čermeľ-Vodáreň) \| Vpred (Čermeľ-Vodáreň) \| \| \| 3,803 \| Alpinka (Pionier) \| Alpinka (Pionier) \| |                     |                         |                         |
| Kopfbahnhof Streckenanfang | 0,000               | Čermeľ (Čermeľ-Baránok) | Čermeľ (Čermeľ-Baránok) |
| Haltepunkt / Haltestelle | 2,060               | Vpred (Čermeľ-Vodáreň)  | Vpred (Čermeľ-Vodáreň)  |
| Kopfbahnhof Streckenende | 3,803               | Alpinka (Pionier)       | Alpinka (Pionier)       |

Die Košická detská historická železnica (KDHŽ, Historische Kindereisenbahn Košice) ist eine 4,2 km lange eingleisige schmalspurige Museumseisenbahn mit einer Spurweite von 1.000 mm. Die Bahn wurde am 20. September 1955 als Pioniereisenbahn bei Košice in der Slowakei eröffnet und ist mit Stand 2024 in Betrieb.

## Geschichte
Die KDHŽ war die erste Pionierbahn auf dem Gebiet der ehemaligen Tschechoslowakei und ist die einzige, die nach der Aufteilung noch existiert. S. 10
Der Bau erfolgte zwischen 1955 und 1956. Seitdem wurden vier Rekonstruktionen durchgeführt: 1973–1974, 1986–1987, 1990–1991 und 2006. Die Strecke wird von der Bürgervereinigung Kindereisenbahn Košice in enger Zusammenarbeit mit der Stadt Košice und privaten Partnern betrieben. Die Strecke hat drei Stationen: Čermeľ (Čermeľ-Baránok), Vpred (Čermeľ-Vodáreň) und Alpinka (ehemals Pionier). Die Zugfahrt dauert ca. 20 Minuten. Die Kindereisenbahnsaison beginnt traditionell am 1. Mai und dauert in der Regel bis zum Spätherbst. Interessant ist, dass die Bahn mit Ausnahme des Lokführers, des Fahrkartenverkaufsleiters und des Bahnhofsvorstehers von Kindern unter der Aufsicht von Erwachsenen betrieben wird – mit einer Unterbrechung von 1990 bis 2011, als Erwachsene den Betrieb übernahmen. S. 12

## Planung und Bau
Die Idee, eine Eisenbahn für Pioniere im Grundschulalter zu bauen, entstand, nachdem der Leiter der Košicer Eisenbahn, Vojtěch Janík, eine ähnliche Eisenbahn in der Sowjetunion besucht hatte. Der Bau der Eisenbahn begann am 17. April 1955 und wurde am 1. Mai 1956 abgeschlossen. Die Konstruktion erfolgte in zwei Stufen und wurde manuell mit minimaler Verwendung von Baumaschinen errichtet. Einige Schienen, Weichen und Bahnübergänge der ehemaligen Schmalspurbahn von Hronská Dúbrava nach Banská Štiavnica, die in den Jahren 1948–1949 auf Normalspur umgespurt wurde, konnten wiederverwendet werden. S. 11
Nach der Fertigstellung des ersten Abschnittes Čermeľ–Vpred und Probefahrten mit der Dampflok U 35.104 Anicka wurde dieser am 20. September 1955 eingeweiht. Weniger als ein Jahr später, am 1. Mai 1956, wurde der Streckenabschnitt Vpred–Pionier (heute Alpinka) in Betrieb genommen. S. 11

## Dampftraktion
Auf der Strecke verkehrte anfangs die Lok U 36.004 der Göllnitztalbahn, bis sie am 16. Oktober 1956 auf ihre ursprüngliche Strecke zurückkehrte, wo sie bis zu deren Stilllegung im Jahr 1965 blieb. Kurz zuvor, am 10. September desselben Jahres, wurde die Dampflokomotive U 35.103 beschafft, die Katka genannt wurde, S. 28 sowie die Dampflokomotive U 35.104, genannt Štiavnická Anča. Beide wurden bis 1961 eingesetzt. Die Lokomotive U 35.103 wurde dem Technischen Museum in Košice übergeben, von dem sie trotz ihres historischen Wertes verschrottet wurde.

## Dieselbetrieb

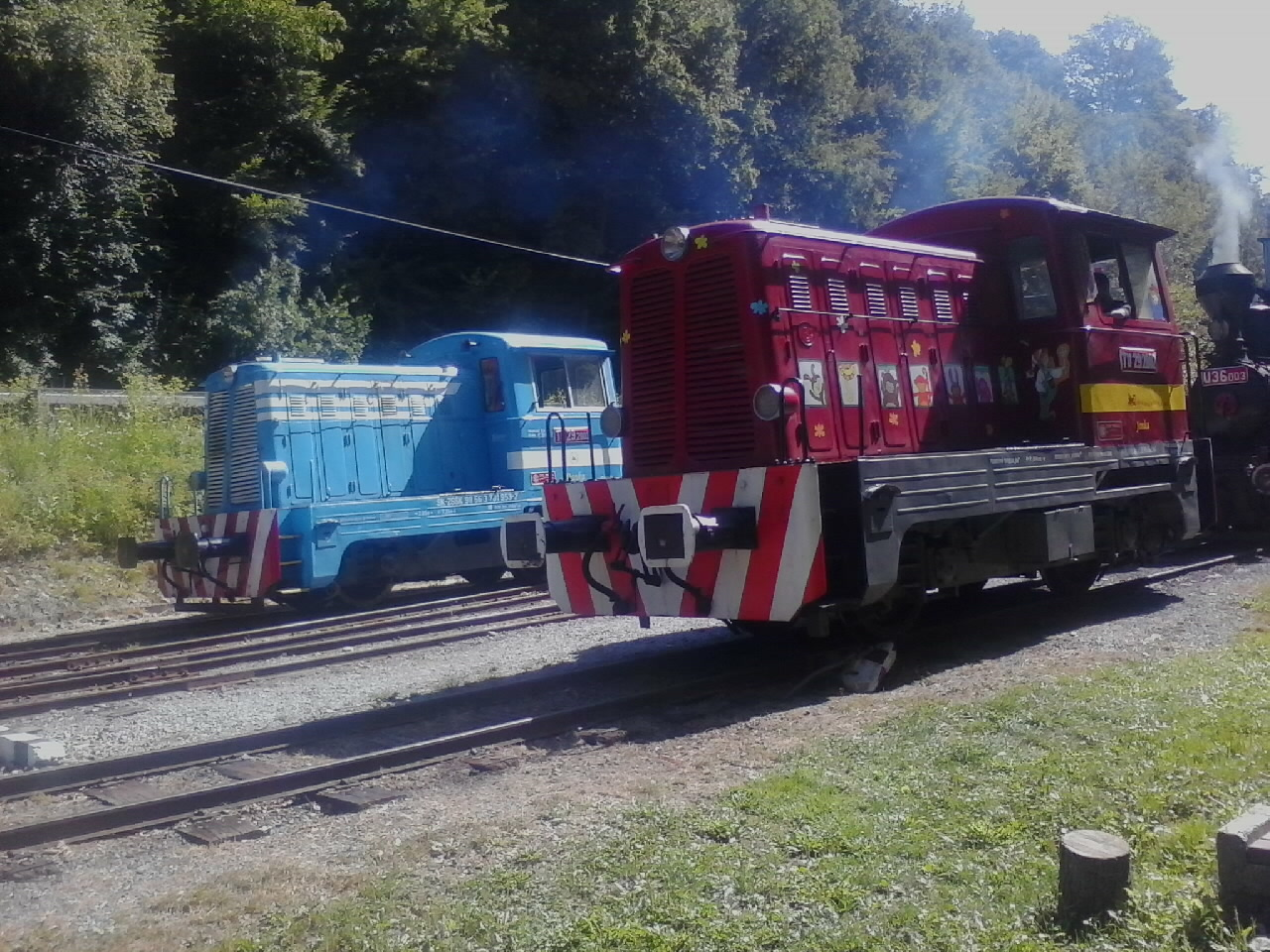
Diesellokomotiven TU 29.002 Janka (rot) und TU 29.003 Danka (blau)

Seit 1962 wird der Betrieb auf der Čermeľská-Eisenbahn von zwei motorisierten Lokomotiven TU 29.2002 (Janka) und TU 29.2003 (Danka) erbracht. Sie wurden um 1960 in ČKD Praha mit den Bezeichnungen T 211.0057 (TU 29.2002) und T 211.0071 (TU 29.2003) als Normalspurlokomotiven gebaut. Anfang 1962 wurden sie auf 1000 mm Spurweite umgespurt und in Nymburk eingesetzt. Ursprünglich hießen sie Katka und Anicka, und die T 211.0071 hieß vorübergehend Vlasta.
Anfang 1983 wurden die ursprünglichen Tatra 111 A Motoren durch neuere Tatra 930 Motoren ersetzt, woraufhin sich ihre Bezeichnungen in TU 29.2002 und TU 29.2003 änderten, zugleich auf die neuen Namen Janka und Danka, nach den Zwillingen aus einem Buch von Maria Ďuríčková. Aufgrund der Änderung der Nummerierung von Schienenfahrzeugen im Jahr 1988 wurden sie als 701.952-4 (Janka) und 701.953-2 (Danka) bezeichnet. S. 30–31 Im Jahr 2010 erhielten sie die historischen Bezeichnungen TU 29.002 (Janka) und TU 29.003 (Danka), die inzwischen aber nicht mehr verwendet werden, sondern die seit 1983 gültige Nummer.

## Schwere Zeiten ab 1970

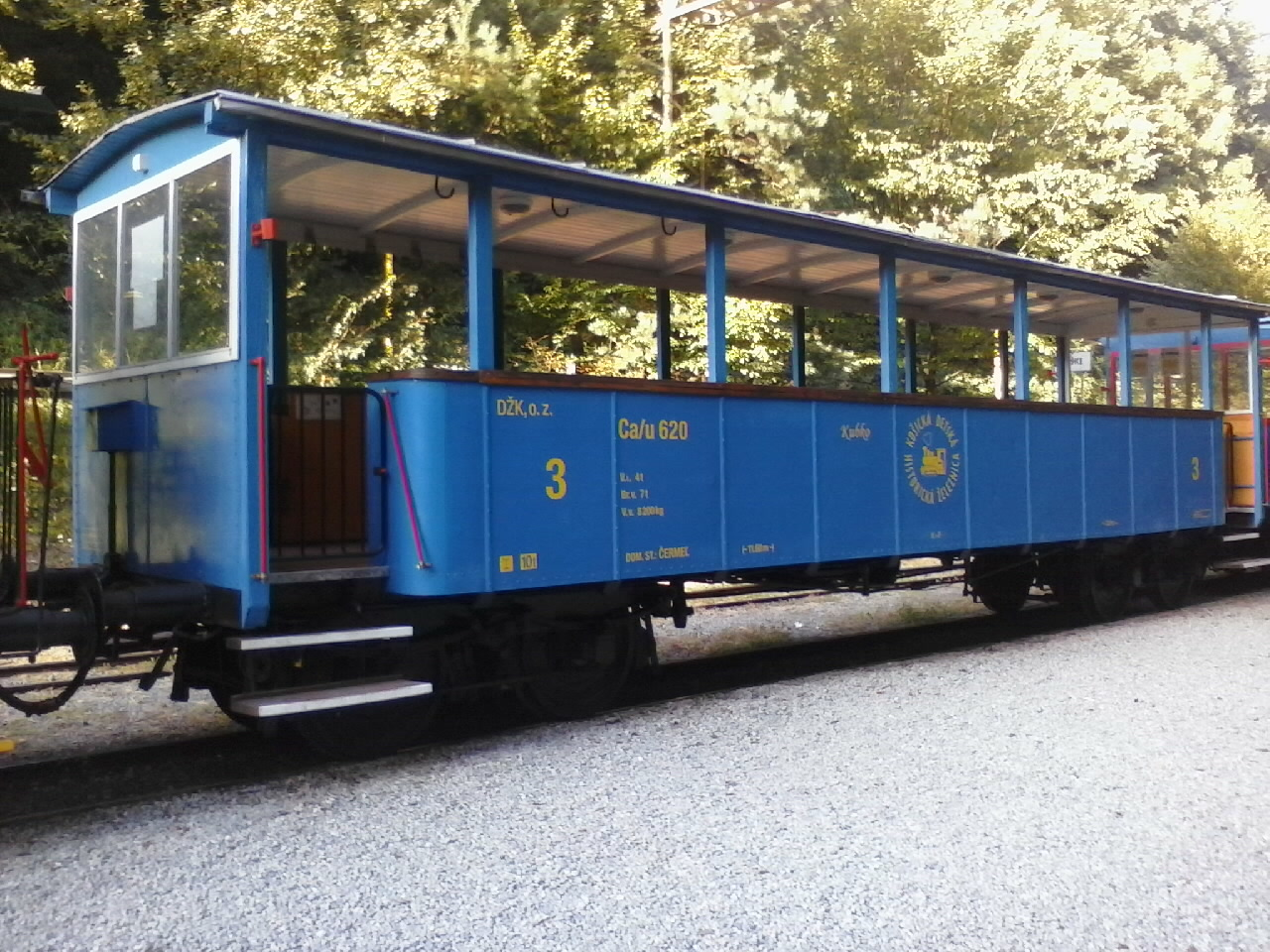
Offener Sommerwagen

Im Jahr 1973 wurde der Verkehr auf der Čermelska-Bahn aufgrund des schlechten Zustands der Strecke vorübergehend eingestellt, aber schließlich wurde die Eisenbahn wegen des großen Interesses der Öffentlichkeit wieder aufgebaut. Ein Teil der Schwellen, Schienen und Kiesbetten wurde ersetzt. Der Betrieb auf der rekonstruierten Strecke wurde zwei Jahre später wieder aufgenommen. S. 18, 27
Eine weitere Rekonstruktion der Strecke erfolgte zwischen 1986 und 1987, als ein großer Teil der Gleise zwischen den Bahnhöfen ausgetauscht wurde. Bei dieser Rekonstruktion wurde auch ein von der Tatra-Elektrobahn (TEZ) geliehenes Schienenfahrzeug eingesetzt. S. 18, 27
Neben der Wartung der Gleise war auch eine regelmäßige Wartung der beiden Lokomotiven erforderlich, um den saisonalen Betrieb aufrechtzuerhalten. Es kam vor, dass die Saison wegen ernster Störungen beider Fahrzeuge unterbrochen oder sogar vorzeitig beendet werden musste. Nach dem Ende der Saison wurden sie immer ins Depot in Košice transportiert, wo sie regelmäßig gewartet wurden. S. 30–31

## Veränderungen und Stagnation ab 1990, Rückkehr zum Dampfbetrieb

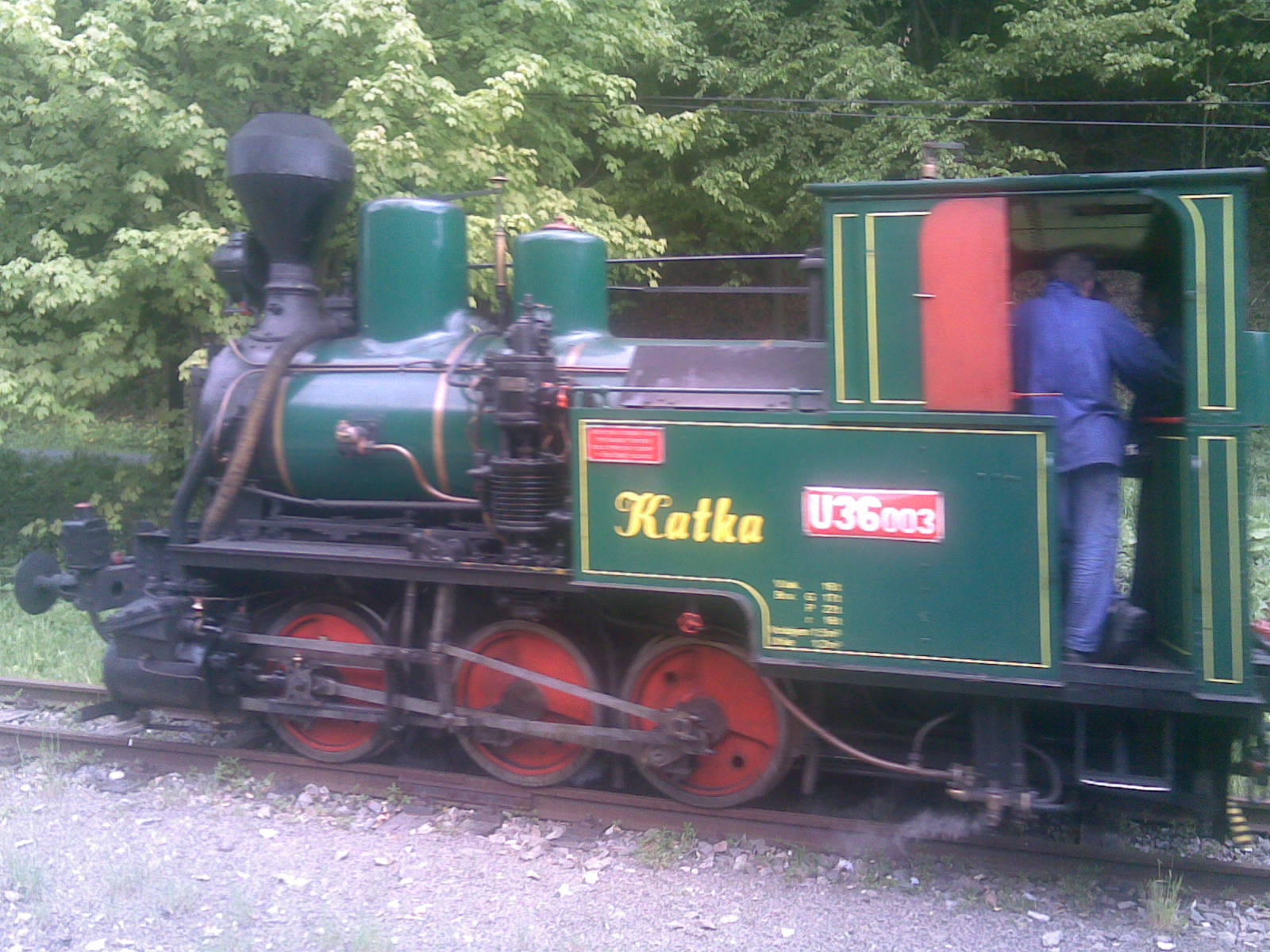
Die 1991 beschaffte Dampflok U 36.003 Katka ist die älteste funktionierende Dampflok in der Slowakei und Wahrzeichen der KDHŽ

Aufgrund der politischen Veränderungen nach der Teilung der Tschechoslowakei Ende 1989 wurde der Name Pioniereisenbahn zuerst in Jugendeisenbahn und später in Kindereisenbahn geändert. Aus demselben Grund wurde die Station Pionier in Alpinka umbenannt. Dieser Name wurde in der Vergangenheit für die Region verwendet. S. 18, 25 Wegen des Verschwindens der Pionierorganisation und strengerer Eisenbahnvorschriften wurde der Betrieb von ČSD-Mitarbeitern von ŽSR übernommen.
In den Jahren 1990 bis 1991 wurde die Gleisanlage in Alpinka umgebaut. Während dieser Rekonstruktion wurden die nicht mehr benötigten Weichen abgebaut. Ungefähr zur gleichen Zeit wurden die ursprünglichen Bahnhofsgebäude an allen drei Stationen wegen Baufälligkeit abgebaut und abgerissen, woraufhin in den Bahnhöfen Vpred und Alpinka neue Gebäude errichtet wurden. S. 18, 27
1991 wurde die Dampflok U 36.003 Katka nach einer Generalüberholung wieder in Betrieb genommen. S. 32–33 Im selben Jahr wurde die Diesellokomotive 29.2002 Janka im Depot der ŽSR in Košice eingelagert. Die Lokomotive TU 29.2003 Danka diente als Betriebsunterstützung im Falle einer Störung des Dampflok Katka. S. 30–31
Seither stagnierte das Verkehrsaufkommen der Kinderbahn, viele Male drohte die Stilllegung. Im Jahr 2001 gab es eine Änderung im Betrieb der Kindereisenbahn im Zusammenhang mit der Aufteilung des ŽSR in drei getrennte Operationen. Seitdem unterlag die Strecke der Verwaltung der ŽSR, der Betrieb wurde von der Železničná spoločnosť Slovensko (ZSSK) übernommen, und die regelmäßige Wartung der Eisenbahn wurde vom Dopravný podnik mesta Košice (Verkehrsbetrieb Košice) durchgeführt. S. 59
Im Jahr 2006 mussten Teile des Gleises wegen umfangreicher Hochwasserschäden neu gebaut werden. Für diese Reparatur wurde wieder die Stopfmaschine von TEZ verwendet. Die Arbeiten konnten vor dem Saisonstart abgeschlossen werden, und so feierte die Kindereisenbahn ihr 50-jähriges Bestehen.

## Derzeitiger Betrieb

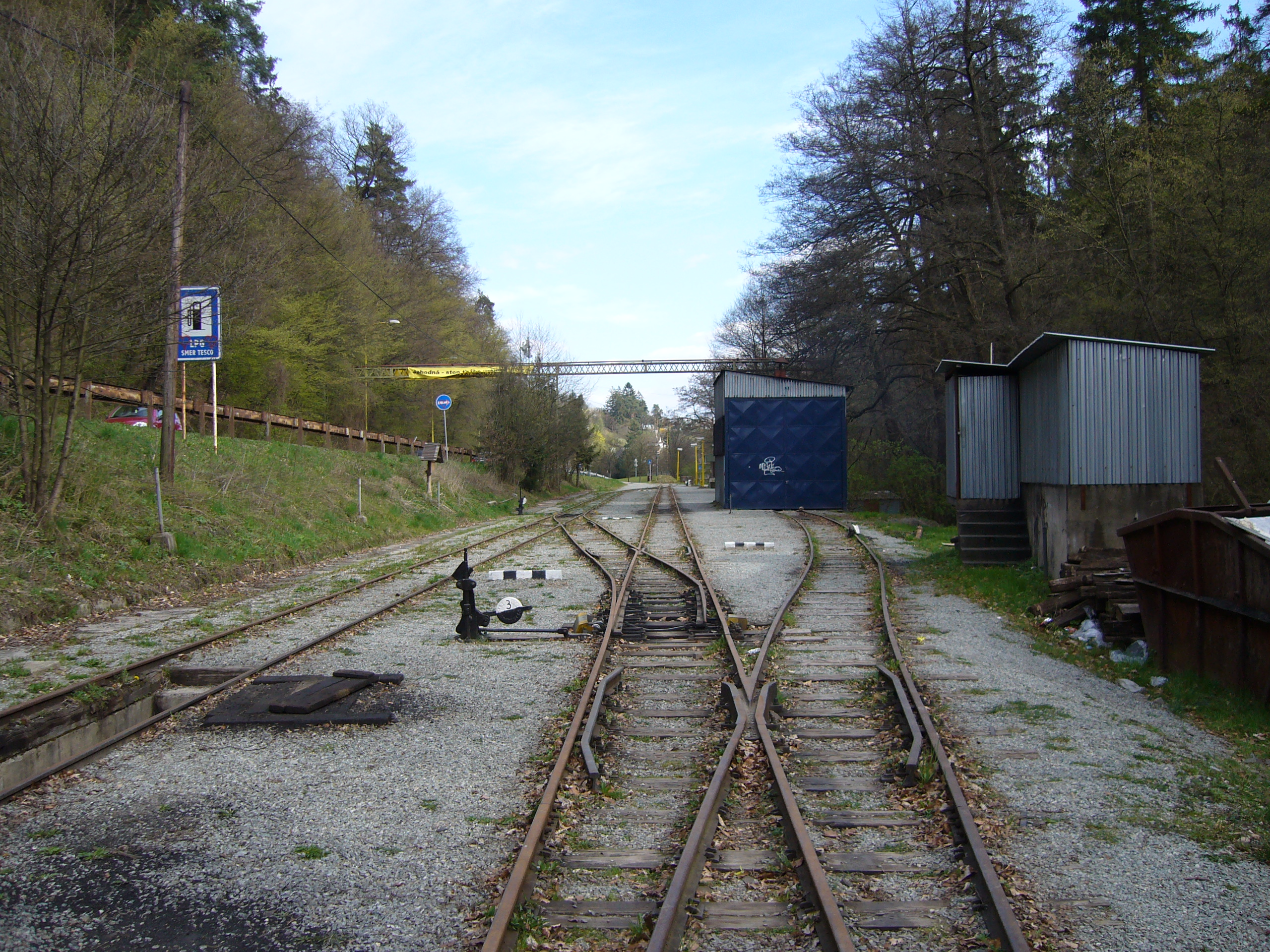
Bahnhof Čermeľ, 2007

Im Jahr 2012 wurde der Betrieb der Eisenbahn von der Bürgervereinigung Kindereisenbahn Košice übernommen, die die Strecke revitalisieren wollte und gleichzeitig im Rahmen des Projekts Košice – Kulturhauptstadt Europas 2013 einen neuen Kulturpunkt setzte. In der Folge änderte sich der offizielle Name erneut in Košická detská historická železnica (Košicer Historische Kindereisenbahn).
Der Verein konnte die Kinderbetreuungsdienste wieder aufnehmen, den Saisonbetrieb bis in den Spätherbst verlängern und eine Reihe von kulturellen Veranstaltungen organisieren, die 2012 zum ersten Mal stattfanden, zum Beispiel die Theatersamstage im Juli, Sommer-Kino oder Veranstaltungen im Herbst. Für die Nikolausfahrten 2012, die zum ersten Mal in der Geschichte der Bahn stattfanden, wurde die Diesellokomotive TU 29.002 Janka wieder auf die Strecke zurückgebracht.
Die Eisenbahn verkehrt derzeit vom letzten Aprilwochenende bis Anfang November, aber der Verkehr soll auf das ganze Jahr ausgedehnt werden. Die Saison wird normalerweise am 1. Mai durch den Bürgermeister eröffnet.

## Schienenfahrzeuge

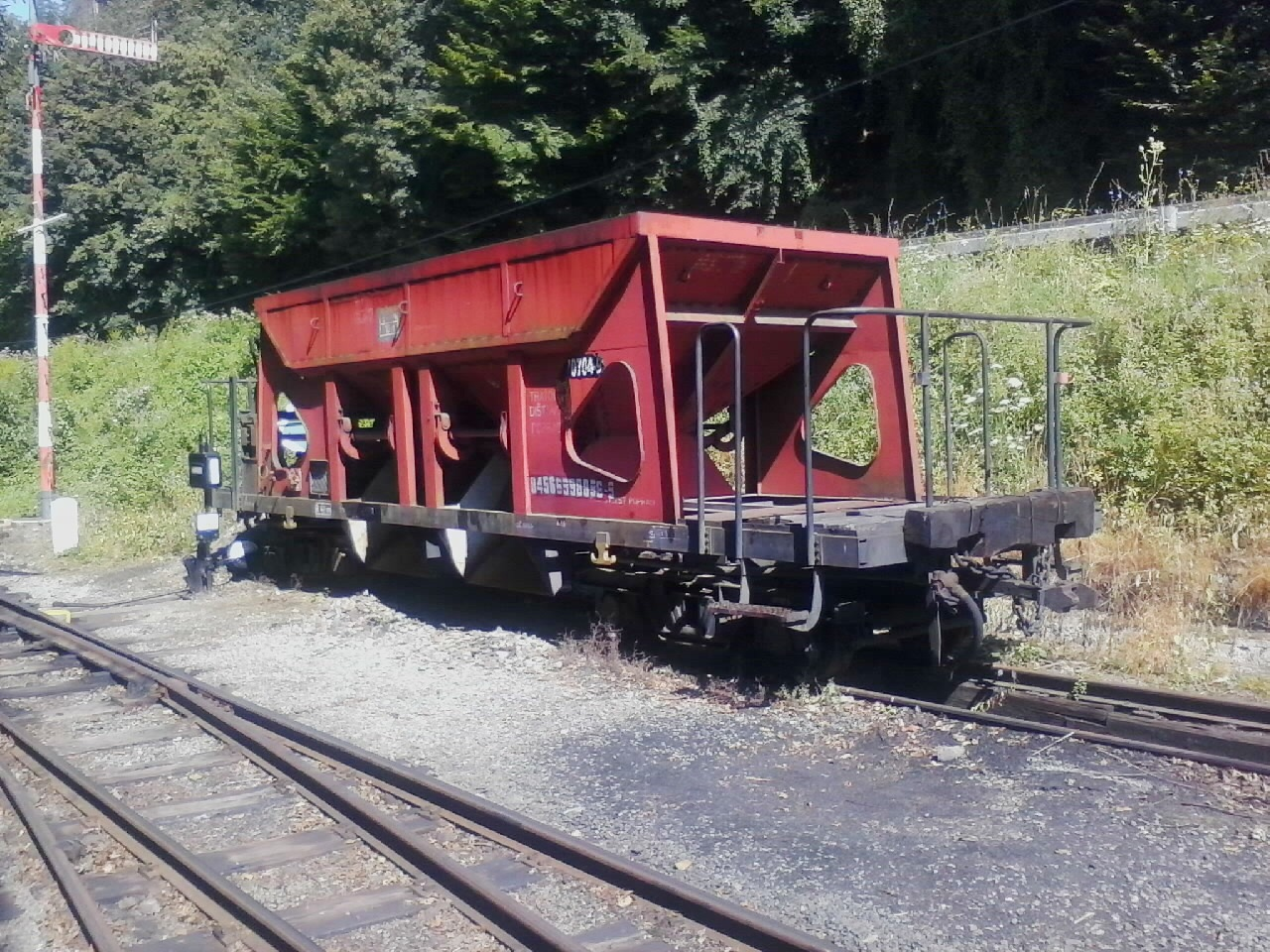
Schotter-Trichterwagen

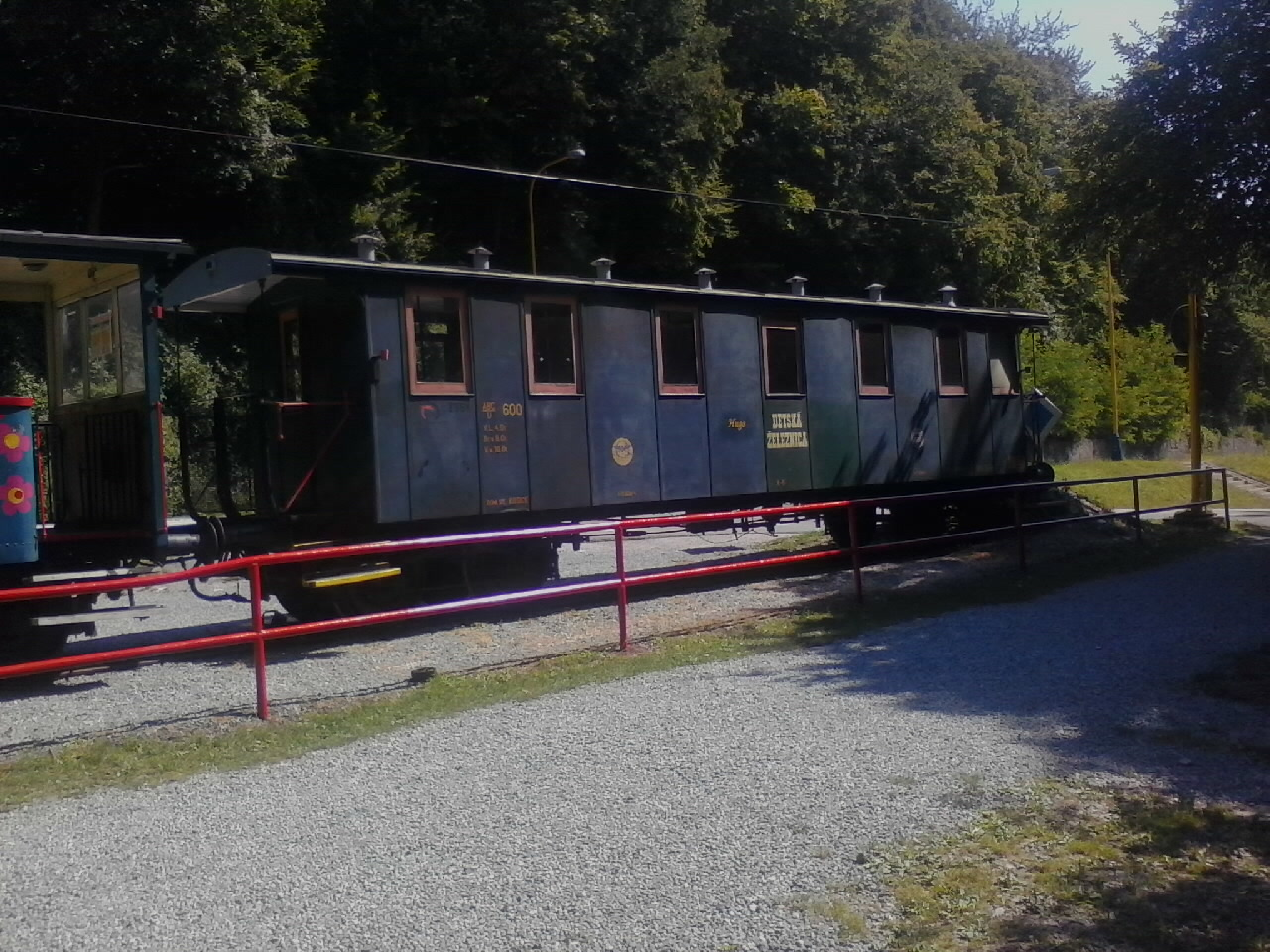
Historischer Personenwagen ABC/u 600

Im Jahr 1994 wurden die Dampflokomotive U 36.003 Katka und alle Wagen (mit Ausnahme des Schotter-Trichterwagens) in der Zentralen Liste der Kulturdenkmäler der Slowakischen Republik registriert. Das geschah, nachdem ein unbekannter Täter am 17. Januar 1993 den Wagen ABC/u 600 niedergebrannt hatte, welcher aber trotz schwerer Schäden rekonstruiert werden konnte und seit 1996 wieder auf der Kindereisenbahn eingesetzt wird. Dieser Wagen ist besonders, weil er drei Abteile mit unterschiedlichen Klassen hat. S. 48–49

### Lokomotiven
Derzeit sind die Dampflokomotiven U 36.003 Katka und U 29.101 Krutwig sowie die Diesellokomotiven TU 29.2002 Janka, TU 29.2003 Danka und TU 29.2004 Vlasta vorhanden.
Die Dampflokomotive 36.003 Katka ist seit 1991 auf der Kindereisenbahn in Betrieb. Sie ist die älteste funktionierende Dampflokomotive auf dem Gebiet der ehemaligen Tschechoslowakei. Sie wurde 1884 für die Schmalspurstrecke von Gelnica über Mníšek nad Hnilcom nach Smolník gebaut, wo sie bis zu ihrer Stilllegung 1965 betrieben wurde – mit Ausnahme der Zeit von 1938 bis 1949, als sie auf der Strecke Hronská Breznica – Banská Štiavnica fuhr. Seit 1974 war sie in der Gedenkstätte in Spišská Nová Ves ausgestellt. Im Jahr 1990 wurde sie nach České Velenice transportiert, wo sie rekonstruiert wurde, um ab dem nächsten Jahr auf der Kindereisenbahn fahren zu können. S. 32–33 Die 1990er Jahre waren jedoch von Störungen und häufigen Fehlfunktionen begleitet. Zum Beispiel musste der Kessel 1997 aufgrund des schlechten technischen Zustands erneut nach České Velenice transportiert werden. Anlässlich des 50. Jubiläums der Kindereisenbahn wurde sie 1999 am Bahnhof Banská Štiavnica ausgestellt. Eine ähnliche Lokomotive der Reihe U 36.0 (U 36.004) wurde 1955–1956 auf der Bahn eingesetzt.
2018 wurde eine weitere Dampflokomotive für die Kindereisenbahn in Betrieb genommen: eine Industrielokomotive Typ ČKD 900 BS 200 ("Krutwig"), die hauptsächlich in Braunkohletagebergbau eingesetzt worden war und sich zuletzt im Museum der Alten Maschinen in Žamberk befand.

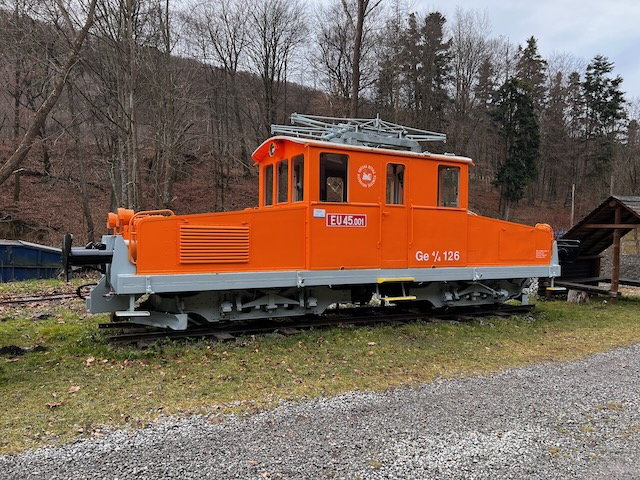
Ge 4-4 ex Langenthal-Melchnau-Bahn

Als Schaustück befindet sich seit dem Jahr 2019 die Elektrolokomotive Ge 4/4 56 der Schweizer Langenthal-Melchnau-Bahn vor Ort.

### Wagen
Es gibt 3 offene Wagen, 4 gedeckte Wagen und 3 Güterwagen. Die offenen Sommerwagen entstanden 1955 in Žilina durch den Umbau älterer Wagen aus dem frühen 20. Jahrhundert. Zwei Personenwagen und ein offener Güterwagen wurden wieder aufgebaut. Während des Umbaus wurden neue Rahmen an den Originalrahmen angebracht, die ebenfalls aus Žilina stammten. S. 46–47

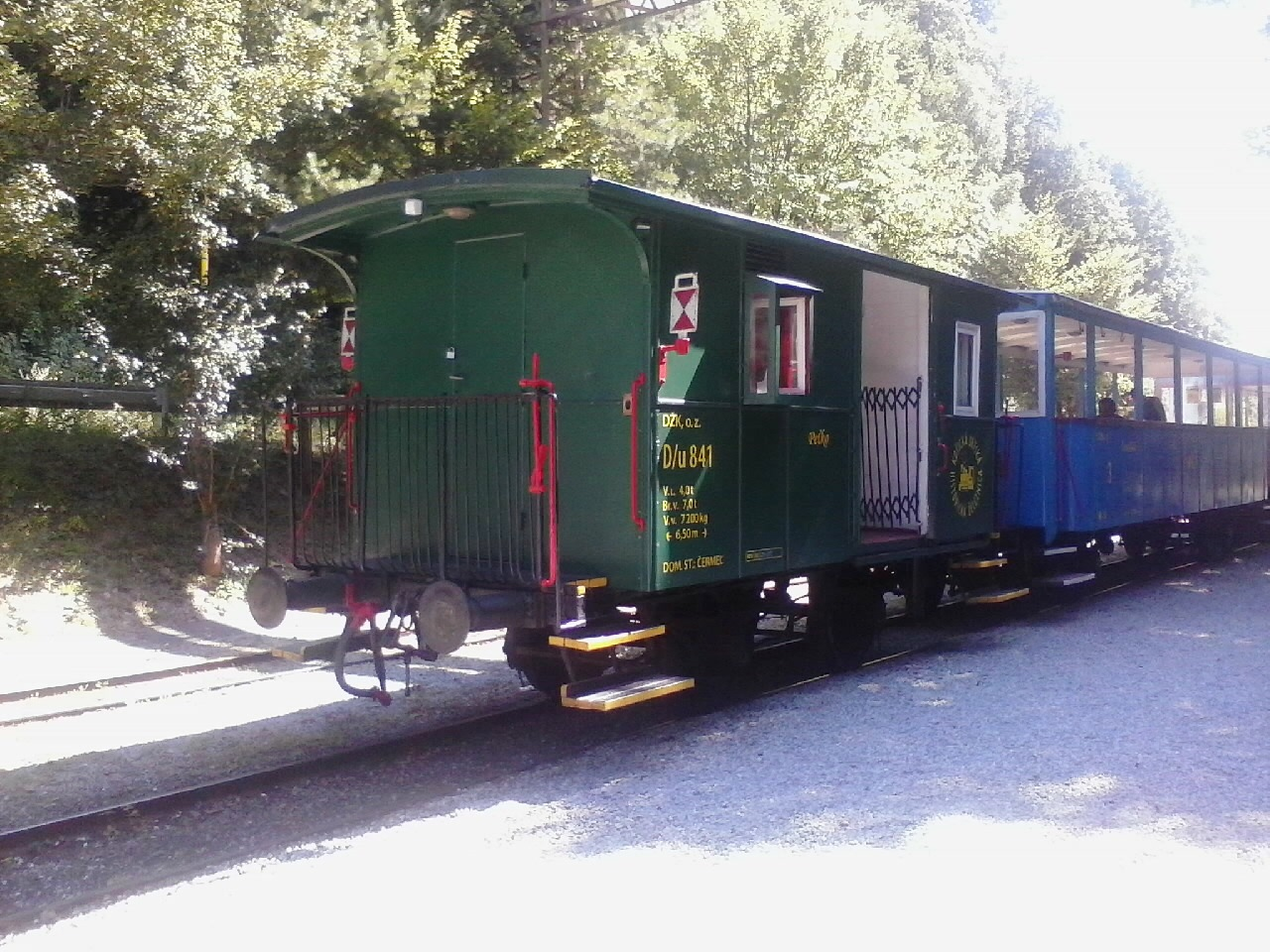
Der historische Wagen D/u 841 ist der dienstälteste Wagen der Slowakei

Der Wagen D/u 841 ist der älteste Wagen in der Slowakei, der noch seinen ursprünglichen Zweck erfüllt. Er wurde 1886 gebaut und kam 1955 zur damaligen Pioniereisenbahn. Der zweite Dienstwagen D/u 840, der einige Jahre später bei der Pioniereisenbahn eintraf, ist derzeit auf einem Sockel am Bahnhof Čermeľ ausgestellt. Der Wagen Ca/u 620, der 2013 zur Kindereisenbahn kam, ist teilweise für den Transport von Fahrrädern angepasst. Seine Wiedereinweihung fand am 26. Juni 2013 statt.
Seit dem 25. Mai 2013 tragen neben den Lokomotiven auch die Personenwagen Namen. Die Namen der Waggons wurden während einer Sonderveranstaltung Vagón meniny präsentiert, verbunden mit einer eigens für diesen Anlass vorbereiteten Theateraufführung für Kinder.
Die Namen lauten wie folgt:
| Wagen     | Name    | Baujahr | Anmerkung                                                                     |
| --------- | ------- | ------- | ----------------------------------------------------------------------------- |
| ABC/u 600 | Hugo    | 1913    | Ursprünglich Personenwagen 2. Klasse der Schmalspurbahn Banská Štiavnica      |
| D/u 840   | Janko   | 1913    | Derzeit nicht in Betrieb, steht auf einem Sockel am Bahnhof Čermeľ.           |
| D/u 841   | Peťko   | 1886    | Ursprünglich Göllnitztalbahn                                                  |
| Ca/u 621  | Samko   | 1910    | Sommerwagen.                                                                  |
| Ca/u 620  | Kubko   | 1913    | Sommerwagen, nach einem Wallach aus der Abendserie Pásli ovce valasi benannt. |
| Ca/u 610  | Maťko   | 1904    | Sommerwagen, nach einem Wallach aus der Abendserie Pásli ovce valasi benannt. |
| Ca/u 611  | Hubert  | 1913    | Am 26. Oktober 2013 wieder in Betrieb genommen.                               |
| Bt 132    | Teplý   | 2018    | Ursprünglich Steuerwagen der Bahnlinie Aigle-Ollon-Monthey-Champéry           |
| Bt 134    | Studený | 2019    | Ursprünglich Steuerwagen der Bahnlinie Aigle-Ollon-Monthey-Champéry           |